# 阿布·雅各布·优素福·纳赛尔
阿布·雅各布·优素福·纳赛尔（阿拉伯语：أبو يعقوب يوسف الناصر；？—1307年5月13日），摩洛哥马林王朝君主，1286年至1307年在位。

## 生平
阿布·雅各布·优素福即位以后，摩洛哥马林王朝和特莱姆森王国的敌对状态依然持续。特莱姆森的扎扬王朝支持其他王族篡位，阿布·雅各布·优素福为争取格拉纳达的支持，将马林王朝在伊比利亚半岛的大部分领地割让给对方，仅保留阿尔赫西拉斯、塔里法和龙达。1288年11月，其子阿布·阿米尔密谋篡位失败，逃亡特莱姆森，阿布·雅各布·优素福派舰队封堵特莱姆森未果。
1291年，卡斯蒂利亚的桑乔四世和格拉纳达军队结盟，在1292年攻占塔里法，但未遵守约定将之交给格拉纳达。格拉纳达只得向马林王朝求助，两方约定塔里法归马林王朝，阿尔赫西拉斯和龙达归格拉纳达；格拉纳达将其国宝——四份7世纪的古兰经抄本送给马林王朝。他们还和卡斯蒂利亚的王位觊觎者唐·胡安达成盟约。1293年，阿布·雅各布·优素福率军向塔里法进攻，未能击败塔里法守军。1294年，特莱姆森支持瓦塔斯王朝在里夫山区发动叛乱。阿布·雅各布·优素福只得放弃其在伊比利亚的全部领地，回国镇压里夫叛乱。
1295年，阿布·雅各布·优素福的军队向特莱姆森王国进攻，同年攻取陶里尔特，1296年攻下乌季达，1297年攻下陶恩特（Taount）和内德罗马（Nedroma）。阿布·雅各布·优素福得以在1299年展开对特莱姆森的最后围攻，不料在1306年，特莱姆森和格拉纳达帮助马林王族奥斯曼（Uthman ibn Abi al-Ula）发动反叛。1307年，阿布·雅各布·优素福在攻城营帐中被一位宦官刺死。